# Bahnstrecke Reims–Laon
| Bahnhof Guignicourt, 2015 |                       |                                                                                 |                                                                                 |
| Streckennummer (SNCF): | 082 000               |                                                                                 |                                                                                 |
| Kursbuchstrecke (SNCF): | 114 (Nord), 10 (SNCF) |                                                                                 |                                                                                 |
| Streckenlänge: | 51,96 km              |                                                                                 |                                                                                 |
| Spurweite: | 1435 mm (Normalspur)  |                                                                                 |                                                                                 |
| Maximale Neigung: | 5 ‰                   |                                                                                 |                                                                                 |
| Zweigleisigkeit: | ja                    |                                                                                 |                                                                                 |
| |                       |                                                                                 |                                                                                 |
| \| \| \| Bahnstrecke Soissons–Givet von Soissons \| \| \| \| \| Bahnstrecke Épernay–Reims von Épernay \| \| \| \| 171,9 0,0 \| Reims \| 83 m \| \| \| ~0,5 \| D 944 (ehem. N 44) \| D 944 (ehem. N 44) \| \| \| ~4,8 \| D 966 (ehem. N 366) \| D 966 (ehem. N 366) \| \| \| \| Bahnstrecke Châlons-en-Champagne–Reims-Cérès v. Châlons \| \| \| \| 1,3 \| Abzw. No. 1 (Bétheny) \| Abzw. No. 1 (Bétheny) \| \| \| \| Bahnstrecke Soissons–Givet nach Givet \| \| \| \| 8,4 \| Courcy-Brimont \| 79 m \| \| \| 11,2 \| Loivre \| 81 m \| \| \| ~14,9 \| Département Marne/Aisne \| Département Marne/Aisne \| \| \| 17,7 \| Suippe (12 m) \| Suippe (12 m) \| \| \| 18,2 \| Aguilcourt-Variscourt \| 58 m \| \| \| \| \| \| \| \| ~19,4 \| Zuckerraffinerie Condé-sur-Suippe; nach Berry-au-Bac (CGTVN) und Soissons (CBR) \| Zuckerraffinerie Condé-sur-Suippe; nach Berry-au-Bac (CGTVN) und Soissons (CBR) \| \| \| \| \| \| \| \| 20,5 \| Canal latéral à l’Aisne (23 m) \| Canal latéral à l’Aisne (23 m) \| \| \| 21,1 \| Aisne (75 m) \| Aisne (75 m) \| \| \| 21,1 \| von Berry-au-Bac (CBR/CFS); D 925 (ehem. N 325) \| von Berry-au-Bac (CBR/CFS); D 925 (ehem. N 325) \| \| \| \| Bahnstrecke nach Asfeld und Rethel (CBR/RDTA) \| \| \| \| 21,3 \| Guignicourt \| 67 m \| \| \| 27,9 \| Amifontaine \| 74 m \| \| \| ~29,3 \| A 26 \| A 26 \| \| \| ~34,0 \| Militäranschl. Camp de Sissonne \| Militäranschl. Camp de Sissonne \| \| \| 34,1 \| Saint-Erme \| 101 m \| \| \| 41,0 \| Coucy-lès-Eppes \| 86 m \| \| \| ~49,8 \| Bahnstrecke Laon–Liart von Liart u. N 2 \| Bahnstrecke Laon–Liart von Liart u. N 2 \| \| \| \| Bahnstrecke La Plaine–Hirson von Hirson \| \| \| \| 52,0 140,0 \| Laon \| 84 m \| \| \| \| Bahnstrecke Laon–Cateau (abgebrochen) nach Le Cateau \| \| \| \| 138,9 \| Bahnstrecke Amiens–Laon (Abzw. St-Marcel) nach Amiens \| Bahnstrecke Amiens–Laon (Abzw. St-Marcel) nach Amiens \| \| \| \| Bahnstrecke La Plaine–Hirson nach Paris-Nord \| \| |                       |                                                                                 |                                                                                 |
| |                       | Bahnstrecke Soissons–Givet von Soissons                                         |                                                                                 |
| Abzweig geradeaus und von rechts |                       | Bahnstrecke Épernay–Reims von Épernay                                           | Bahnstrecke Épernay–Reims von Épernay                                           |
| Bahnhof | 171,9 0,0             | Reims                                                                           | 83 m                                                                            |
| Strecke mit Straßenbrücke | ~0,5                  | D 944 (ehem. N 44)                                                              | D 944 (ehem. N 44)                                                              |
| Strecke mit Straßenbrücke | ~4,8                  | D 966 (ehem. N 366)                                                             | D 966 (ehem. N 366)                                                             |
| Strecke nach halblinks und von rechts |                       | Bahnstrecke Châlons-en-Champagne–Reims-Cérès v. Châlons                         | Bahnstrecke Châlons-en-Champagne–Reims-Cérès v. Châlons                         |
| Abzweig geradeaus, nach links und von links · Strecke nach rechts | 1,3                   | Abzw. No. 1 (Bétheny)                                                           | Abzw. No. 1 (Bétheny)                                                           |
| Abzweig geradeaus, nach rechts und ehemals von rechts |                       | Bahnstrecke Soissons–Givet nach Givet                                           | Bahnstrecke Soissons–Givet nach Givet                                           |
| Haltepunkt / Haltestelle | 8,4                   | Courcy-Brimont                                                                  | 79 m                                                                            |
| Bahnhof | 11,2                  | Loivre                                                                          | 81 m                                                                            |
| Grenze | ~14,9                 | Département Marne/Aisne                                                         | Département Marne/Aisne                                                         |
| Brücke über Wasserlauf | 17,7                  | Suippe (12 m)                                                                   | Suippe (12 m)                                                                   |
| Haltepunkt / Haltestelle | 18,2                  | Aguilcourt-Variscourt                                                           | 58 m                                                                            |
| |                       |                                                                                 |                                                                                 |
| Abzweig geradeaus und nach links · Blockstelle quer | ~19,4                 | Zuckerraffinerie Condé-sur-Suippe; nach Berry-au-Bac (CGTVN) und Soissons (CBR) | Zuckerraffinerie Condé-sur-Suippe; nach Berry-au-Bac (CGTVN) und Soissons (CBR) |
| |                       |                                                                                 |                                                                                 |
| Brücke über Wasserlauf | 20,5                  | Canal latéral à l’Aisne (23 m)                                                  | Canal latéral à l’Aisne (23 m)                                                  |
| Brücke über Wasserlauf | 21,1                  | Aisne (75 m)                                                                    | Aisne (75 m)                                                                    |
| Strecke nach halblinks · U-Bahn-Strecke nach halbrechts und von links (außer Betrieb) | 21,1                  | von Berry-au-Bac (CBR/CFS); D 925 (ehem. N 325)                                 | von Berry-au-Bac (CBR/CFS); D 925 (ehem. N 325)                                 |
| U-Bahn-Abzweig nach halblinks, von halblinks und von rechts (Strecke außer Betrieb) · Strecke von halbrechts |                       | Bahnstrecke nach Asfeld und Rethel (CBR/RDTA)                                   | Bahnstrecke nach Asfeld und Rethel (CBR/RDTA)                                   |
| U-Bahn-Kopfbahnhof Streckenende · Bahnhof | 21,3                  | Guignicourt                                                                     | 67 m                                                                            |
| Haltepunkt / Haltestelle | 27,9                  | Amifontaine                                                                     | 74 m                                                                            |
| Strecke mit Straßenbrücke | ~29,3                 | A 26                                                                            | A 26                                                                            |
| Betriebsstelle Streckenanfang und quer · Abzweig geradeaus und von rechts | ~34,0                 | Militäranschl. Camp de Sissonne                                                 | Militäranschl. Camp de Sissonne                                                 |
| Bahnhof | 34,1                  | Saint-Erme                                                                      | 101 m                                                                           |
| Bahnhof | 41,0                  | Coucy-lès-Eppes                                                                 | 86 m                                                                            |
| Strecke quer · Strecke von rechts · Strecke mit Straßenbrücke | ~49,8                 | Bahnstrecke Laon–Liart von Liart u. N 2                                         | Bahnstrecke Laon–Liart von Liart u. N 2                                         |
| Strecke quer · Abzweig quer und nach links |                       | Bahnstrecke La Plaine–Hirson von Hirson                                         | Bahnstrecke La Plaine–Hirson von Hirson                                         |
| | 52,0 140,0            | Laon                                                                            | 84 m                                                                            |
| Abzweig geradeaus und nach rechts |                       | Bahnstrecke Laon–Cateau (abgebrochen) nach Le Cateau                            | Bahnstrecke Laon–Cateau (abgebrochen) nach Le Cateau                            |
| Abzweig geradeaus und nach rechts | 138,9                 | Bahnstrecke Amiens–Laon (Abzw. St-Marcel) nach Amiens                           | Bahnstrecke Amiens–Laon (Abzw. St-Marcel) nach Amiens                           |
| Strecke |                       | Bahnstrecke La Plaine–Hirson nach Paris-Nord                                    | Bahnstrecke La Plaine–Hirson nach Paris-Nord                                    |

Die Bahnstrecke Reims–Laon ist eine doppelgleisige, nicht elektrifizierte Eisenbahnstrecke in den nord- und ostfranzösischen Départements Marne und Aisne. Großräumig stellt sie eine Verbindung zwischen der Kanalküste und dem lothringischen Industrierevier her. Konzessionär war die Compagnie des chemins de fer du Nord (Nordbahn). Diese Strecke gehörte zum südwestlichsten Teil ihres Versorgungsgebietes.
Im Bereich dieser Bahnstrecke gab es eine Reihe von Sekundärbahnen, die zunächst meist in Meterspur ausgeführt waren. Anschlüsse bestanden in St. Erme-Ramecourt (CFDA), Guignicourt (SE) und in Reims (CBR). Nach dem Ersten Weltkrieg begann man, Strecken auf Normalspur umzurüsten. Manche Umspurungen fanden erst in den mittleren 1960er Jahren statt, bei anderen Strecken kam es nie dazu, bevor sie stillgelegt wurden. Rechts und links der Hauptstrecke gab es eine vielfältige Mischung von Normen und Gesellschaften, die alle an der Achse Reims–Laon ausgerichtet waren und von ihr abhingen.

## Geschichte

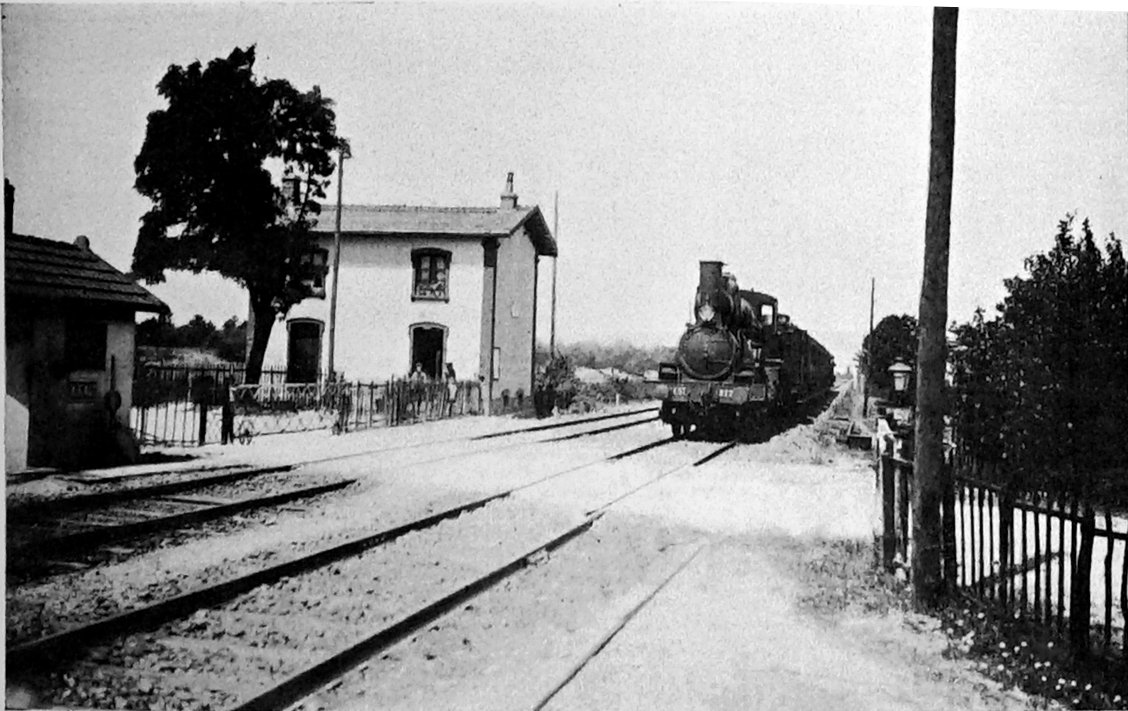
Halt und Bahnübergang Courcy-Brimont, um 1910

Am 19. Februar 1852 wurde die Nordbahn genannte Gesellschaft Konzessionär dieser Strecke, die über Laon hinaus bis La Fère an der Oise projektiert war. Der Nordbahn war dieser Streckenausleger zu fern ihres Stammwirkungsgebietes und sie tauschte ihn noch vor Streckenöffnung per Vertrag vom 12. Mai 1857 mit der Compagnie des chemins de fer des Ardennes (CA) gegen die etwa gleich lange Bahnstrecke Creil–Beauvais. Die Strecke wurde am 18. August 1857 auf ganzer Länge, aber zunächst nur mit einem Gleis, eingeweiht.
Zum 1. Januar 1864 übernahmen die Chemins de fer de l’Est (EST) die Kontrolle über diese wie auch die aller anderen Strecken. Sie hatte mit der CA am 12. Mai 1857 einen Fusionsvertrag geschlossen, der durch das Dekret vom 11. Juni 1859 genehmigt worden war. In der Folge kam es 1866 zur Fusion beider Unternehmen unter Beibehaltung der Firmierung der EST.

## Trassierung
Der Streckenverlauf orientiert sich weitestgehend an dem der alten Nationalstraße 44, die ebenfalls die beiden Städte miteinander verbindet und bereits einem alten Römerweg folgte. Ebenfalls weitgehend parallel führt heute die auch Autoroute des Anglais genannte A 26. Während die N 44 noch die Ausläufer des Hügellands rund um den Flus Ailette streift, nimmt die Bahnstrecke einen etwas weiteren Abstand und führt von Reims aus zunächst eher in nördliche und erst im letzten Drittel mehr in westliche Richtung.
Größtes Einzelbauwerk ist die 75 Meter lange Brücke über die Aisne auf dem Gemeindegebiet von Guignicourt. Drei Rundbögen mit je 22 Meter Durchmesser überspannen den ganzen Fluss. Die Brücke wurde sowohl im Ersten als auch im Zweiten Weltkrieg zerstört und anschließend mit Betonarmierung wieder aufgebaut. Beim Neuaufbau verbesserte man die Struktur, indem man die beiden Fahrwege baulich unabhängig konstruierte, weil es zuvor zu Erschütterungen im ganzen Bauwerk und vorzeitigen Schäden gekommen war. Reste einer baugleichen Brücke, die 1940 zerstört und anschließend nicht wieder aufgebaut wurde, finden sich in Concevreux.
In Berry-au-Bac betrieb die Compagnie Générale de Traction sur les Voies Navigabies (C.G.T.V.N.) eine Art Treidel-Bahn auf Kanälen, die anstelle von Pferden zumeist spur-, sprich schienengeführte Schlepplokomotiven oder -traktoren Lastkähne mit 6 km/h zogen. Seit Ende des 19. Jahrhunderts war ein Netz von Kanälen entstanden, das von der Ärmelkanalküste bis Basel reichte und für diese eine Firma konzessioniert war.